# خربان (بعدان)

تعديل مصدري - تعديل

خربان هي إحدى قرى عزلة الحرث بمديرية بعدان التابعة لمحافظة إب، بلغ تعداد سكانها 349 نسمة حسب تعداد اليمن لعام 2004.